# Heteroclitopus schulzei
Heteroclitopus schulzei là một loài bọ cánh cứng trong họ Bọ hung (Scarabaeidae).